# Burg Grießen
Die Burg Grießen war eine Höhenburg auf dem Schloßbündten in Grießen, einem Ortsteil von Klettgau im Landkreis Waldshut in Baden-Württemberg.
Die Burg wurde vermutlich im 12. Jahrhundert von den Herren von Grießheim errichtet, die zunächst als Ministeriale, später als Edelfreie bezeugt sind. Die Edlen und Ritter von Grießen verkauften sie 1322 an die Ritter von Rümlang, von diesen kauften sie 1330 die Herren von Erzingen. 1472 verkauften sie den Ort (und damit auch die Burg) an die Grafen von Sulz: Ich Symon von Ertzingen und Heinrich von Ertzingen sin Vater haben verkoufft grafe Allwigen und grafe Rudolfen gebrüdern grafen von Sulz und Landgrafen im Cleggöw min des genannten Symons von Ertzingen und Friedrichs mines Bruders Dorf im Cleggöw gelegen mit lüt, mit gut, mit Gericht, zwingen, bannen und mit allem dem so zue gehöret, alsdann unsere vorderen und wir das von denen von Rumlang erkoufft haben. Von der Burg sollen noch Mauerreste im Rasen verborgen sein, teils wurde sie historisch überbaut. Der Burgenforscher Heinz Voellner schloss auf ein Verlassen der Anlage um 1400, da  es später (und bis heute) noch als Schloss im Gewannnamen „Schloßbühl“ erwähnt wird.